# Celso Arango López
Celso Arango López (Palma de Mallorca, 1968) es un psiquiatra español. Desarrolla su labor en la investigación, la docencia y la clínica, especialmente en el campo de la psiquiatría infanto-juvenil y las psicosis.

## Biografía
Es Jefe de Servicio de psiquiatría del niño y del adolescente que incluye la Unidad de Psiquiatría de Adolescentes del Departamento de Psiquiatría del  Hospital General Universitario Gregorio Marañón, Catedrático de psiquiatría en la Universidad Complutense de Madrid, Catedrático de psiquiatría en la Universidad de Maryland, Catedrático visitante de psiquiatría en el King's College London y Catedrático de psiquiatría en la Universidad de California San Francisco. 
Entre los años 2008 y 2016, desempeñó el cargo de Director Científico del Centro de Investigaciones Biomédicas en Red en Salud Mental (CIBERSAM). Asimismo, en 2008 año le fue otorgada por el Ministerio de Sanidad, Política Social e Igualdad, la Cruz de la Orden Civil de Sanidad, mediante Encomienda y en categoría de Comendador. 
Entre 2012 y 2014 desempeñó el cargo de Director de la Cátedra de Psiquiatría Infantil de la Universidad Complutense de Madrid y Fundación Alicia Koplowitz y desde 2013, es miembro del consejo del European Brain Council (órgano asesor de la Comisión Europea). En diciembre de 2014 es nombrado Presidente de la Comisión Nacional de la Especialidad de Psiquiatría del Niño y del Adolescente del Ministerio de Sanidad, Servicios Sociales e Igualdad y en 2015, Presidente de la Comisión Delegada de la Troncalidad de Psiquiatría del Ministerio de Sanidad, Servicios Sociales e Igualdad. Entre 2016 y 2020 ejerció como Presidentedel European College of Neuropsychopharmacology —ECNP—, y en septiembre de 2019 es nombrado Presidente de la Sociedad Española de Psiquiatría. En febrero de 2020, el Dr. Arango fue galardonado con el premio Dean otorgado por la American College of Psychiatrists.[cita requerida]
El dr. Arango ha escrito numerosos artículos que han sido publicados en revistas como por ejemplo Nature, British Journal of Psychiatry, Archives of General Psychiatry, Biological Psychiatry, World Psychiatry o American Journal of Psychiatry.[cita requerida]

## Conflictos de interés
Celso Arango ha publicado en la web de la Sociedad Española de Psiquiatría un documento en el que declara sus conflictos de interés, por su participación en consejos asesores, conferencias y financiación de proyectos de investigación, en los años anteriores. En esa declaración se listan diversas empresas farmacéuticas, fundaciones, entidades públicas y otras organizaciones de las que ha recibido fondos.

## Publicaciones
- Lim et al. Rates, distribution and implications of postzygotic mosaic mutations in autism spectrum disorder. Nature Neuroscience. 2017 Sep;20(9):1217-1224
- Galling et al. Type 2 Diabetes Mellitus in Youth Exposed to Antipsychotics: A Systematic Review and Meta-analysis. JAMA Psychiatry. 2016 Mar;73(3):247-59.
- Vorstman JA, et al. Deletion Syndrome. Cognitive Decline Preceding the Onset of Psychosis in Patients with 22q11.2 Deletion Syndrome. JAMA Psychiatry. 2015 Apr;72(4):377-85.
- Steinberg S, et al. Common variant at 16p11.2 conferring risk of psychosis. Molecular Psychiatry. 2014 Jan;19(1):108-14.
- Arango C. Child neuropsychopharmacology: good news… the glass is half full. World Psychiatry. 2013 Jun;12(2):128-9.
- Arango C et al. Progressive brain changes in children and adolescents with first-episode psychosis. JAMA Psychiatry. 2012 Jan; 69(1):16-26.
- Steinberg S et al. Common Variants at VRK2 and TCF4 Conferring Risk of Schizophrenia. Hum Mol Genet. 2011 Oct; 20(20):4076-81.
- Arango C et al. Lessons learned about poor insight. Schizophr Bull. 2011 Jan; 37(1):27-8.
- Arango C. Attenuated psychotic symptoms syndrome: how it may affect child and adolescent psychiatry. Eur Child Adolesc Psychiatry. 2011 Feb; 20(2): 67-70.
- Janssen J et al. Gyral and sulcal cortical thinning in adolescents with first episode early-onset psychosis. Biol Psychiatry. 2009 Dec 1;66(11):1047-54.
- Vitiello B et al. Antipsychotics in children and adolescents: increasing use, evidence for efficacy and safety concerns. Eur Neuropsychopharmacol. 2009 Sep;19(9):629-35.